# Projekt 613
Projekt 613 (NATO-rapporteringsnamn Whiskey-klass) var en sovjetisk ubåtsklass under kalla krigets inledning. Ubåtstypen byggdes i 226 exemplar åren 1951–1957. Ytterligare två ubåtsklasser, Projekt 644 och 665, avsedda att bära kryssningsroboten P-5 Pjatjorka utvecklades på samma ubåtsskrov.
U 137, som gick på grund utanför Karlskrona 1981, tillhörde Whiskeyklassen.
Klassbeteckningen Whiskey står för W i det engelska bokstaveringsalfabetet och alfabetet används av NATO för att beteckna de flesta klasser av ubåtar inom ryskt och tidigare sovjetiskt försvar.

## Varianter
Whiskey I
Dubbla 25 mm automatkanoner i tornet.
Whiskey II
Dubbla 25 mm automatkanoner i tornet och dubbla 57 mm automatkanoner på däck.
Whiskey III
Automatkanonerna bortmonterade.
Whiskey IV
Dubbla 25 mm automatkanoner och snorkel.
Whiskey V
Inga automatkanoner och ett mer strömlinjeformat torn med snorkel.
Whiskey Single Cylinder
Ubåt använd som provbänk vid utvecklingen av P-5 Pjatjorka.
Whiskey Twin Cylinder (projekt 644)
Två avfyringstuber för P-5 Pjatjorka på däck bakom tornet.
Whiskey Long Bin (projekt 665)
Fyra avfyringstuber för P-5 Pjatjorka inbyggda i ett betydligt större torn.
Projekt 666
En ubåt, S-63, ombyggd till räddningsubåt med dockningsstation för miniubåt på fördäck.

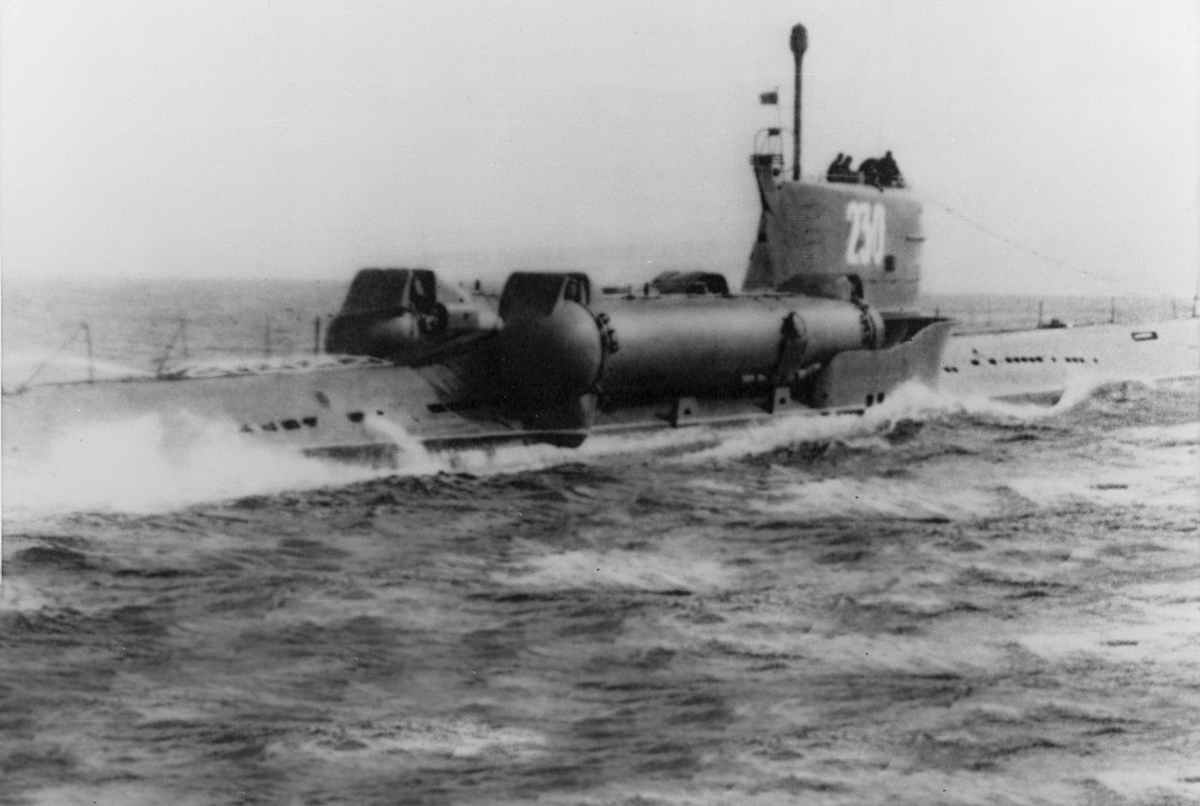
S-230 är en Whiskey Twin Cylinder.